# Mus (jogo de cartas)
Mus é um jogo de cartas muito popular na Espanha e também é jogado em alguns países da América Latina e em partes do sul da França. É um jogo com mais de 200 anos de história e o local de origem mais aceite é o País Basco, embora haja versões que discutem esta origem. É jogado com o baralho espanhol de 40 cartas, excluindo-se os 10s, 9s, 8s e curingas (jokers). É um jogo de envites (apostas).
O mus normalmente é jogado com quatro pessoas agrupadas duas a duas. As regras podem variar muito, dependendo do costume local do lugar onde é jogado, mas cada mão sempre consistirá das seguintes jogadas chamadas de lances:
- Grande: a combinação é melhor quanto maior for o valor das cartas.
- Chica: a combinação é melhor quanto menor for o valor das cartas.
- Pares: a combinação é melhor quanto mais cartas iguais se tenha e maior o seu valor.
- Juego: consiste em igualar ou superar o valor 31, somando-se o valor de cada carta. Caso ninguém atinja este valor, será jogado o ponto e a melhor combinação será a que mais se aproximar de 30.

Em cada uma das jogadas é possível envidar (apostar) o número de tentos (pontos) que quiser (o mínimo é de dois) ou até mesmo jogar um jogo inteiro no que é conhecido como um órdago (em basco:  "hor dago"). A dupla vencedora será a que primeiro ganhar uma partida, que é composta do que no jargão do mus são chamadas de vacas (equivalente aos sets do tênis). Cada vaca é constituída por um certo número de jogos (chicos ou pequenos) que podem ser 3, 4 ou 5 jogos e, por sua vez, cada jogo consiste de um número determinado de tentos.

## Etimologia
O nome mus pode ter se originado da língua basca, onde "musu" significa beijo, um gesto que serve como um sinal para indicar a melhor jogada possível no jogo (3 reis e um ás). Outra teoria é que a palavra vem do latim mus, onde "musso" significa manter-se calado, se conjugásemos o verbo "musso" em sua primeira pessoa do singular seria "mus", que quer dizer "eu calo" ao contrário de "falar", que representam o início das rodadas de apostas e da partida em si.

## História
O mus um jogo de cartas jogado com o baralho espanhol, cuja origem Basco-Navarra é a mais aceita.
Existe uma primeira referência documental que remonta o ano de 1745, no dicionário trilíngüe (basco-castelhano-latim), onde ele cita o filólogo basco e jesuíta Manuel Larramendi.
Em 1804, foram editados em Pamplona, os primeiros regulamentos de mus conhecidos. Se trata das "Reglas fixas que conviene usar en el juego llamado Mus", escritas por J. Ortiz de Zarate. Mais tarde, se estenderam para Madrid as várias "reglas fixas", especialmente as edições de 1842, 1855, entre outras.
O Diccionario Etimológico de la Lengua Castellana de Joan Corominas e dicionário da Real Academia Espanhola dizem que a palavra mus vem do basco mux e esta, por sua vez, do francês mouche (lit. mosca). Pode também ter sido derivada das palavras bascas musu (lit. beijo) ou mustur (lit. nariz), com os quais fazem sinais para relatar as cartas. Valero de Castro acredita que mus deriva do latim musso (lit. sussurro ou esperar em silêncio, pois no jogo de mus Basco-Navarro não tem permissão para falar).

## Introdução
O mus é jogado na Espanha, partes da França e da América Latina. Na ausência de um funcionário da federação, o mus não tem regulamentações oficiais de regras obrigatórias. O desenvolvimento do jogo depende muitas vezes dos costumes locais, pelo menos na prática cotidiana e amigável. Nos campeonatos mais sérios, geralmente é definidoa com antecedência a regulamentação do jogo, as quais todos participantes devem obedecer.
O mus é jogado com o baralho espanhol de 40 cartas (sem os 8s e os 9s, ou seja, com o baralho espanhol tradicional), e tem padrões diferentes de acordo com a região. Normalmente é jogado em duplas (uma dupla contra a outro). Os dois membros da mesma dupla sentam-se à mesa um de frente para o outro, e a outra dupla senta-se à mesa na outra direção, de modo que os membros de ambas as duplas estão intercalados em torno da mesa.
Entre as vários regras de mus existentes, há duas que são mais utilizadas (ou alguma variante delas): as regras da fábrica de cartas Fournier, de Vitoria-Gasteiz, que por sua vez é uma compilação de várias regras e costumes, e as regras do Campeonato Mundial das Comunidades do País Basco. O primeiro é o mais difundido na Espanha, enquanto o segundo é o mais amplamente utilizado fora de Espanha e em La Rioja, Navarra e Guipúzcoa.
As diferenças fundamentais entre as duas regras são:
- Regra de cartas de Fournier:[6] é jogado com 8 reis e 8 áses (os 3s tem valor igual aos reis, e os 2s valor igual aos áses) e não vale La Real.
- Regulamento das Comunidades Bascas:[7] é jogado com 4 reis e 4 áses (os 3s e os 2s mantêm o seu valor) e é válida La Real.

Cada mão do jogo consiste em quatro lances: a grande, a chica, os pares e o juego. Eles são jogados nessa ordem, e quando concluídos, inicia-se a contar os tentos ganhos nos envidos. Em seguida, começa uma nova mão até alguma das duplas obter os pontos necessários para ganhar o jogo.
Uma partida de mus é dividida em vacas e as vacas, por sua vez, em juegos (em alguns lugares chamados chicos). Cada juego é ganho pela dupla que conseguir ganhar 8 amarracos, cada um dos quais vale 5 piedras (40 tentos ou pedras no total), mas há regiões em que se joga com 6 amarracos (30 tentos). O mais usual é que uma vaca seja composta de 3, 5, 7 ou 9 juegos, ou seja, em uma partida de 1 vaca de 5 juegos, ganha a dupla que conseguir vencer antes 3 juegos (em alguns lugares joga-se 5 vacas de 5 juegos, o qual para ganhar uma vaca é necessário vencer 3 juegos, e para ganhar a partida, ganhar 3 vacas). Em torneios, o mais comum é jogar uma vaca de 5, 7 ou 9 juegos. Também pode-se encontrar muitas variações a este respeito. 

## Regras gerais
Embora haja variações, dependendo de onde é jogado, há regras comuns que são usadas em todas as variantes do jogo e que todos os jogadores de mus conhecem.

### Valores das cartas
No mus não há distinção de naipes, de modo que todas as cartas do mesmo número têm o mesmo valor, independentemente do naipe a que pertencem. As cartas têm o seu valor natural de acordo com o seu número (do 1 ao 7) e, no caso das figuras, estas têm o valor de 10 cada uma, mas somente para o último lance (juego), e para o resto dos lances se distinguem o valete, o cavalo e o rei (de menor para maior valor).
No caso de jogar com a variação de 8 reis e 8 áses (comum na Espanha), os 3s tem valor igual aos reis, e os 2s valor igual aos áses (ou seja, pode-se formar pares com um rei e um 3 ou com um ás e um 2). Na prática, é como jogar com 8 reis e 8 áses, mas sem os 2s e 3s.

### Mão e postre
No jargão do mus é chamado de mão o jogador está à direita do carteador,sendo este o jogador que começa a falar em cada mão, e se denomina postre o jogador que reparte as cartas e é o último a falar.
As rodadas começam sempre com o mão e continuam no sentido anti-horário até o postre. Em caso de empate em qualquer lançe da partida, ganha o mão ou o jogador que esteja mais próximo a ele, no fim do jogo.

### Mus
Depois que as cartas são distribuídas, cada jogador em ordem, começando com o mão, diz se quer mus (quer descartar qualquer cartas ou todas), ou se não quer mus (está satisfeito com as cartas que tem). Para fazer isso, se quiser descartar, diz "mus" ou "quero mus ', e se não quiser descartar, diz "não quero mus" ou "corto o mus". Para que haja mus, todos os jogadores devem querer "mus". No caso de mus, cada jogador descarta as cartas que quer (é obrigatório descartar pelo menos uma carta), deixando-as de cabeça para baixo em um monte no centro da mesa, e o postre reparte um número de cartas igual ao que cada jogador tenha descartado (neste caso, é distribuída para cada jogador todos as cartas "de uma vez", a menos que todos os quatro jogadores tenham descartado todas as suas cartas, caso em que se distribui de uma em uma). Este processo é repetido até que um dos jogadores "corte o mus", indicando que ele está satisfeito com suas cartas e quer começar a jogar. Se acabarem as cartas e ainda faltam cartas para dar, pega-se as cartas que há na mesa de descartes anteriores, e estas são embaralhadas e distribuídas até que sejam completados os descartes.
Se algum um jogador corta o mus, imediatamente termina a rodada de mus e então o jogo prossegue, uma vez que é necessário que todos os jogadores queiram mus para começar os descartes. Isto permite que se tenha uma pista se uma dupla, supondo que ela não esteja fazendo um farol (blefe), tem boas cartas (corta o mus) ou não sejam tão boas (quer o mus). O primeiro jogador a falar é sempre o mão, independentemente de qual jogador cortar o mus.
Dependendo das regras de cada campeonato ou do lugar onde se jogue, é aceito que um jogador corte o mus sem esperar o seu turno (geralmente para dar a entender que tem uma jogada muito boa), passando diretamente aos envites. Às vezes, esta opção está disponível apenas para determinadas condições.
Dependendo de onde é jogado, é aceito que o primeiro jogador a falar de cada dupla, passe ao companheiro de equipe opção mus, dizendo "meu companhaeiro" ou "o que diz o meu companheiro", caso em que o parceiro, por sua vez, decide se quer mus (obrigando o seu parceiro a ir para mus) ou corta o mus. Este opção de passar o mus para o companheiro não é aceita em todos os locais. Também pode ser admitido, dependendo das regras, que o jogador possa verificar com o seu parceiro antes de decidir se pede mus, mas sem indicar ou fazer referências às cartas que tem.

### Lances
Uma vez que é cortado o mus, começa-se a jogar cada um dos 4 lances que consistem a partida. Estes lances são: a grande, a chica, os pares e o juego.
Em cada lance, o mão começa a falar, indicando se quer envidar (apostar) ou passa. No caso em que envide, qualquer dos jogadores da outra dupla deve decidir se vê (quero) ou não vè (não quero) a aposta, ou se aumenta a aposta (envida más). No caso em que o jogador passe, o turno passa ao jogador seguinte, este pode envidar ou passar. No caso em que todos os jogadores passam em um lance, isto torna-se "passo" até o final da mão, momento em que é feita a contagem dos tentos. Se uma dupla aceita um envite (ou um aumento), esta aposta vai também para a contagem no final da mão. Se uma dupla não aceita um envite (ou um aumento), então esse lance é dado como ganho à dupla que fez o último envite, cobrando-se os tentos que correspondem ao "parei" ou ao "não".
Este processo é repetido nos 4 lances. Depois de terminados os 4 lances, todos os jogadores mostram as suas cartas e se realiza a contagem de pontos. Em caso de empate em um lance, ganha o mão ou o jogador que está mais próximo do mão na ordem do jogo.
Independentemente de qual foi o jogador que fez ou aceitou a aposta, a dupla vencedora de cada lance é a do jogador com as melhores cartas nesse lance, mesmo que tenha passado, pois o mus é sempre jogado com as próprias cartas e as do parceiro (que podem ser melhores), daí a importância dos sinais no mus.

#### Grande
A primeira aposta é a grande, ou seja, para ver qual a dupla tem as cartas de maior valor. As cartas de maior valor são os reis, também chamados de cerdos, curas ou cochinos. Para ver quem tem a melhor jogada são contados os reis que cada um tem (na modalidade de 8 reis, também se contam os 3s), se há empate contam-se os cavalos, se não, os valetes, e assim por diante. Ganha a dupla do jogador que tem a(s) carta(s) mais alta(s).

#### Chica
A segunda aposta é a pequena ou chica, ou seja, para ver qual o parceiro tem as cartas mais baixas. As cartas mais baixas são os áses (na modalidade de 8 ases, contam-se também os 3s), que são chamados de pitos ou, geralmente, de áses. Para ver quem tem a melhor jogada são contados os pitos que cada um tem, se empatam os pitos , contam-se os 2s e os 3s (exceto na modalidade de 8 reis e 8 ases), depois os 4s, e assim por diante. Ganha a dupla que tem a(s) carta(s) mais baixa(s).

#### Pares
Neste lance, assim como para o juego, antes de iniciar os envites é preciso saber se os jogadores têm pares (duas ou mais cartas iguais), dizendo em voz alta "pares sim" (se tiver pelo menos duas cartas iguais) ou "pares não" (todos as cartas diferentes). Se nenhuma das duplas tem pares, não há o envite, passando-se diretamente para o lance seguinte. Os melhores pares são os duplos (ter duas ou quatro cartas idênticas), seguido pelos meios (três cartas iguais) e, por último, o par (duas cartas iguais e duas diferentes sem par). Se há empate nos duplos (ou os meios ou os pares), conta-se o valor das cartas que formam pares, ganhando as cartas mais altas. Os mais altos, neste caso são os pares de reis, seguido dos cavalos, dos valetes, e assim por diante. No caso de dois jogadores terem dois duplos, ganha a dupla que tiver seu primeiro par de maior valor e, em caso de empate a que tenha o segundo par mais alto; por exemplo: duplas de reis-áses ganham de duplas de cavalos-cavalos, e ambos  vencem duplas de cavalos-valetes (o par mais alto é o de reis é seguido pelos cavalos e, em seguida, pelos valetes). Cartas não pareadas não têm nenhum valor para este lance.

#### Juego
O lance final é o juego. Para saber se um jogador tem juego, deve ser somado o valor das cartas. Todos as figuras (incluindo os 3s, se são jogados como reis) valem 10, os pitos valem 1 (incluindo os 2s,se são jogados como ases) e as demais cartas tem o seu valor numérico. Tal como no lance de pares, começa-se dizendo alto se tem ou não o juego (isto é, se a soma do valor das quatro cartas é de 31 pontos ou mais). Se nenhum jogador tiver o juego, então se aposta no ponto, isto é, para ver qual jogador tem mais pontos em suas cartas. Se algum jogador tem o juego e nenhum parceiro da dupla rival o tem, não há envites, dando a vitória do lance à dupla com o juego.
Se no final há apostas no lance do juego, ganha o jogador que tem o melhor juego. O melhor juego é 31 (também chamado la una), seguido por 32, depois por 40, 37, 36, 35, 34 e 33, que é o pior juego. Se aposta-se no ponto, ganha o mais quem chegar mais próximo de 31, ou seja, 30 é o melhor ponto, seguido por 29, e assim por diante até o 4 que é o pior ponto possível.
Se há empate em qualquer uma dessas apostas, ganha o mão. Em caso de empate entre duas vazas por um lance, ganha o mão ou de outra forma jogador que está mais próximo do mão.

##### La Real
Em algumas regiões da Espanha é usada uma singularidade para combater a vantagem do mão no lance do juego: a 31 Real ou sétimo real, mais conhecida como La Real, que é composto por três 7s e uma figura, e ganha qualquer juego, mesmo que a dupla adversária esteja na posição de mão. Este movimento não tem validade universal (depende da região onde se joga ou das regras do campeonato), nem sempre é aceita a sua composição com qualquer figura, há diversas variantes: com qualquer figura real (valete, cavalo ou rei, porém excluindo os 3s), apenas o valor do cavalo, ou apenas com o valete, ou apenas com cartas de naipes diferentes ou somente com o valete de ouros e três 7s de naipes diferentes, entre outros.

### Envites
O desenvolvimento do mus é realizado com envites, que são as apostas que tem a intenção de enganar a dupla adversária e conseguir mais tentos (também chamados de pedras) com 5 pedras se consegue 1 amarraco. Cada jogador, ao falar, tem a oportunidade de passar ou de apostar algo com sua jogada. Isto é chamado de envidar (aumentar a aposta). O envite pode ser pelo mínimo, que é 2 tentos (o jogador diz "envido") ou pode ser por qualquer quantidade de tentos (o jogador diz o número de tentos que quer apostar, por exemplo, "cinco" ou "eu envido cinco"). Quando um jogador envida, qualquer jogador da outra dupla pode "ver" (querer a aposta), ou "não ver" (não querer a aposta), ou "envidar mais"(aumentar a aposta). Para aumentar a aposta pode dizer "eu envido mais" (soma dois tentos à aposta anterior), dizer quantos tentos adiciona (por exemplo, "mais três") ou dizer o número de tentos que quer apostar no total, que deve ser maior do que o aposta anterior (por exemplo "vinte"). Se um jogador aumenta a aposta, os jogadores da dupla do envite anterior, por sua vez devem decidir o que fazer (ver, não ver ou envidar mais).
No caso em que um jogador não tenha pares ou juego, esse jogador não pode participar nos envites que são feitos nos lances que não tenha as cartas (pares, juego, ou ambos), mas pode ser consultado pelo seu parceiro.
Se um jogador envida e nenhum adversário aceita ou aumenta, esse jogador ganha o jogo e obtem uma pedra em forma de licença ou não, você tem que tomar nesse momento. Se um jogador aumenta e o par rival não aceita, vence o lance e obtêm os tentos que a dupla rival apostou anteriormente. Por exemplo "envido" (2 tentos), "mais três" (somam-se 5 tentos), "envido mais" (vai para 7 tentos), "não vejo" (rejeita o último envite de 7 tentos), o jogador que fez o último envite ganha o lance e leva o resultado da última aposta que ele aumentou (5 tentos),que toma nesse momento. Se aceitar um envite, é passado para o próximo lance e no final da mão é verificado quem ganhou cada lance, sendo reivindicadas as apostas pendentes.

#### Órdago
O órdago é um envite onde é apostado todo o jogo, e se aceito, o jogador que ganhar esse lance, ganha o jogo, independentemente dos tentos que tenha obtido até o momento.
O órdago pode ser lançado por qualquer jogador em qualquer lance, seja em substituição do envite (órdago direto) ou como resposta a um envite ou um aumento da dupla adversária. No caso da dupla adversária rejeitar o órdago, é o mesmo que rejeitar um envite e são levados os tentos correspondentes.
Se uma dupla aceita o órdago em qualquer lance, o jogo será interrompido imediatamente e todos os jogadores mostram as suas cartas, ganhando o jogador que tiver as melhores cartas para este lance, ou em caso de empate, o que seja mão ou o mais próximo dele.
Nota-se que o órdago pode ser ganho por qualquer um dos jogadores na mesa, independentemente do jogador que tenha feito o órdago. Se um jogador com cartas ruins lança o órdago (por exemplo, porque recebeu sinais de seu parceiro) e o lance é ganho pelo seu companheiro, a vitória será dessa dupla.
Também tem que ser levado em conta que, embora um jogador aposte todos os tentos (30 ou 40 dependendo da região), isso não equivale ao órdago porque este envite iria para o final da mão no momento em que é feita a contagem de pontos, enquanto que no órdago, se mostram as cartas e se decide o ganhador imediatamente.

### Indicações ou sinais
No mus não é permitido dizer ou mostrar ao companheiro as cartas que tem (alguns regulamentos permitem mostrar uma carta, desde que seja mostrada para todos os jogadores). No entanto, as duplas podem comunicar-se por meio de sinais, uma vez que o interesse é ocultar dos oponentes o jogo real que se tenha, ajudando-se mutuamente durante o jogo.
Só são admitidas sinais reconhecidos nos regulamentos ou admitidas nos costumes locais de cada região, porém estes sinais diferem de um lugar para outro, tornando-se necessário serem aprovados antes de começar a jogar, especialmente se for jogado em um local diferente do habitual. No caso de torneios, os regulamentos definem os sinais permitidos para cada campeonato, sendo totalmente proibido qualquer outro sinal.
Não é permitido passar um sinal falso ou de jogada que não se tenha. Também não é permitido mentir no caso da dupla adversária perguntar sobre um sinal. Por exemplo, se um jogador duvida sobre se o gesto feito pelo adversário era um sinal, pode perguntar "era um sinal?" ou "por que piscou o olho?" o adversário é obrigado a responder sem mentir. No caso em que, durante o jogo ou na contagem dos tentos seja comprovado que o jogador mentiu ou passou algum sinal falso ou não autorizado será punido com a perda de todo o jogo, o equivalente a perder um órdago.